# Cteniscus pedatorius
Cteniscus pedatorius là một loài tò vò trong họ Ichneumonidae.